# Maylandia
Maylandia (лат.) — род лучепёрых рыб семейства цихловых, эндемик озера Малави в Восточной Африке. Рыбы этого рода принадлежат к группе Мбуна (жители скал).
Этот род выделен недавно из рода псевдотрофеусов (Pseudotropheus), поэтому до сих пор часто встречаются и старые названия видов. Иногда встречается другое название рода — Metriaclima.
Все виды этого рода являются относительно небольшими рыбами, меньше 20 см. Как и большинство цихловых озера Малави, рыбы этого рода инкубируют икру во рту. Многочисленные виды продают в качестве аквариумных рыб. Они привлекательны тем, что ярко окрашены и часто имеют ярко выраженный половой диморфизм. Как и многие другие цихловые они не подходят для начинающих аквариумистов и для небольших аквариумов.

## Виды
В настоящее время описывают 25 видов этого рода. Систематика настоящего рода нуждаются в широком исследовании.
Здесь приведены виды по FishBase (A Global Information System on Fishes).
- Maylandia aurora (Burgess, 1976) — Желтогорлый псевдотрофеус
- Maylandia barlowi (Mckaye & Stauffer, 1986) — Золотой псевдотрофеус
- Maylandia benetos (Stauffer, Bowers, Kellogg & McKaye, 1997)
- Maylandia callainos (Stauffer & Hert, 1992) (en: Cobalt Zebra, Cobalt Blue Mbuna)
- Maylandia chrysomallos (Stauffer, Bowers, Kellogg & McKaye, 1997)
- Maylandia cyneusmarginata (Stauffer, Bowers, Kellogg & McKaye, 1997)
- Maylandia elegans (Trewavas, 1935) — Коричневый псевдотрофеус
- Maylandia emmiltos (Stauffer, Bowers, Kellogg & McKaye, 1997)
- Maylandia estherae (Konings, 1995) (en:Red zebra, Esther Grant's Zebra)
- Maylandia flavifemina (Konings & Stauffer, 2006)
- Maylandia greshakei (Meyer & Foerster, 1984) (en: William's mbuna, Ice Blue Zebra)
- Maylandia hajomaylandi (Meyer & Schartl, 1984)
- Maylandia heteropicta (Staeck, 1980) — Семиполосый псевдотрофеус
- Maylandia lanisticola (Burgess, 1976) — Ракушковый псевдотрофеус, или узорчатохвостый ракушечник
- Maylandia livingstonii (Boulenger, 1899) — Псевдотрофеус Ливингстона
- Maylandia lombardoi (Burgess, 1977) — Псевдотрофеус Ломбардо (en: Kennyi Mbuna, Kenyi Mbuna, Lombardoi Mbuna)
- Maylandia mbenjii (Stauffer, Bowers, Kellogg & McKaye, 1997)
- Maylandia melabranchion (Stauffer, Bowers, Kellogg & McKaye, 1997)
- Maylandia phaeos (Stauffer, Bowers, Kellogg & McKaye, 1997)
- Maylandia pursa (Stauffer, 1991)
- Maylandia pyrsonotos (Stauffer, Bowers, Kellogg & McKaye, 1997)
- Maylandia sandaracinos (Stauffer, Bowers, Kellogg & McKaye, 1997)
- Maylandia thapsinogen (Stauffer, Bowers, Kellogg & McKaye, 1997)
- Maylandia xanstomachus (Stauffer & Boltz, 1989)
- Maylandia zebra (Boulenger, 1899) — Псевдотрофеус-зебра (en: Zebra mbuna)

## Виды, иногда ранее относившиеся к Maylandia
Здесь приведены виды по FishBase (A Global Information System on Fishes).
- Pseudotropheus crabro (Ribbink & Lewis, 1982), ранее Maylandia crabro
- Pseudotropheus fainzilberi (Staeck, 1976), ранее Maylandia fainzilberi